# Šokačka grana
Šokačka grana tamburaški je sastav iz Duboševice u sastavu: Saša Ivičin, Mato Kreko, Krunoslav Lijović (primovi), Alen Srimac (kontra i vokal), Robert Pružinac (begeš, jedini iz Osijeka), službeno osnovan 21. studenog 1996. godine. Duboševički svirači spadaju među najpopularnije baranjske tamburaše. Njeguju izvornu baranjsku (šokačku) tamburašku glazbu, a nisu im strane ni ostale tamburaške izvedbe (npr. Baranjski nokturno, Baranjsko nebo, "Baranje se ne bi' odrek'o" odn. "Ravnica", "U tem Somboru"). Prepoznatljivi su po baranjskom štihu. Izdali su 4 singla, a u pripremi je i prvi CD radnog naslova "Baranja, mili zavičaju" s 10 pjesama i šokačkim kolom, u aranžmanu Slavka Batoreka. Jednu od pjesama napisao je poznati pjevač Željko Lončarević Žec. Nastupali su širom Hrvatske, ali i u  Austriji, Mađarskoj, Njemačkoj, Švicarskoj...
Šokačka grana – Osijek je i naziv udruge koja se bavi promicanjem šokačke kulture.